# Astronomia a raggi gamma

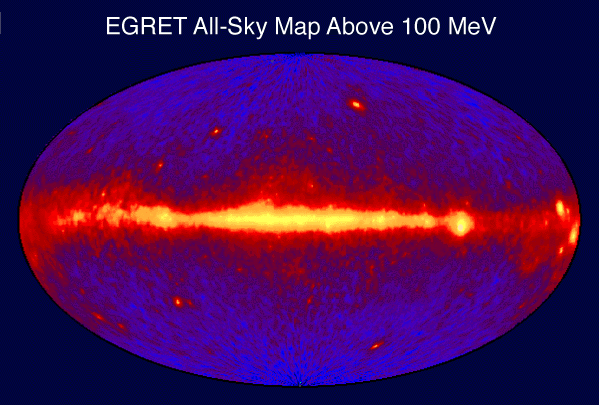
Il cielo ad energie superiori a 100 MeV osservato dal telescopio Energetic Gamma Ray Experiment Telescope (EGRET) dall'osservatorio satellitare Compton Gamma Ray Observatory (CGRO) (1991 – 2000)

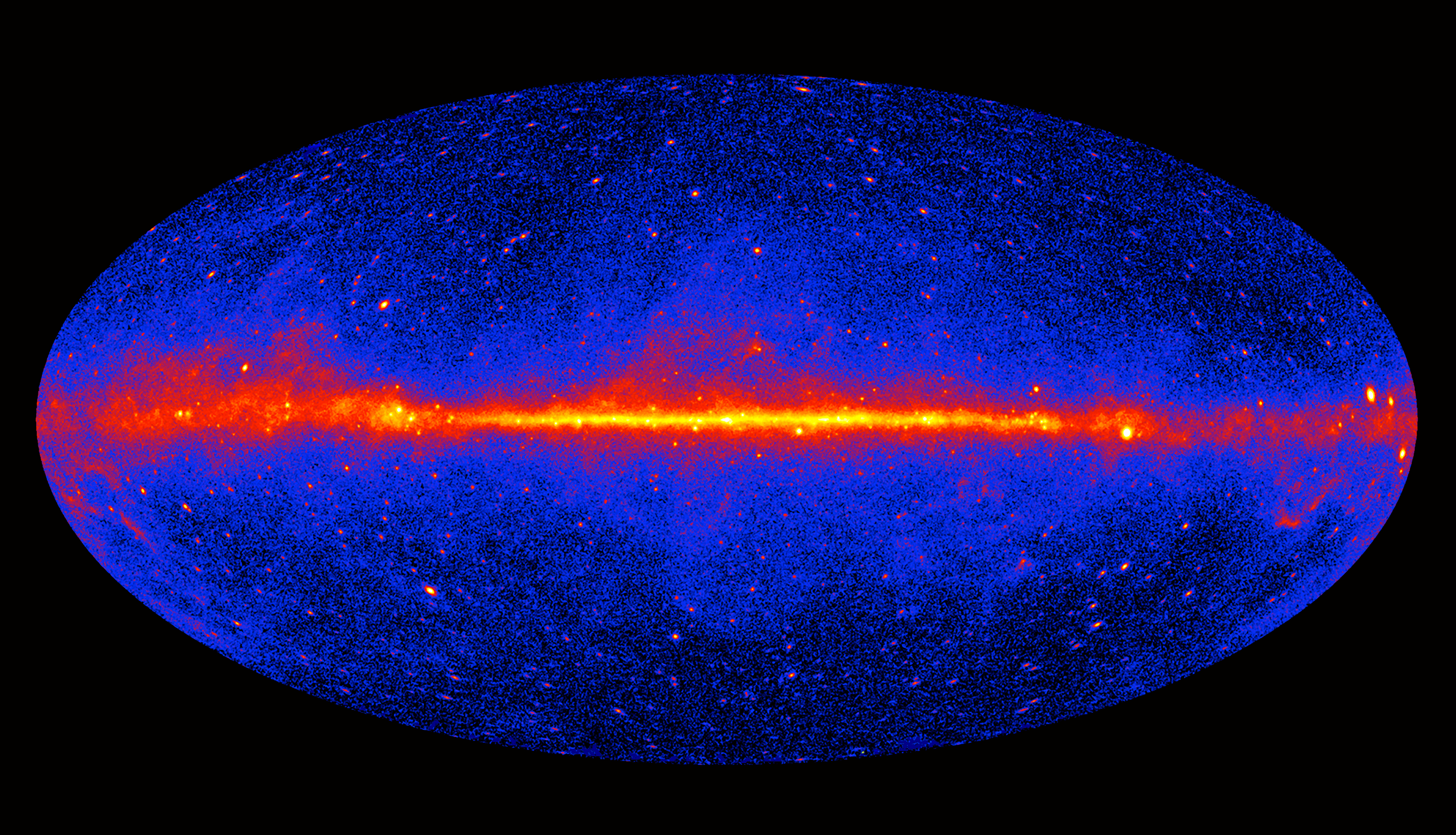
Primo sondaggio del cielo sulle energie superiori a 1 GeV, raccolte dal Fermi Gamma-ray Space Telescope in tre anni di osservazione (dal 2009 al 2011)

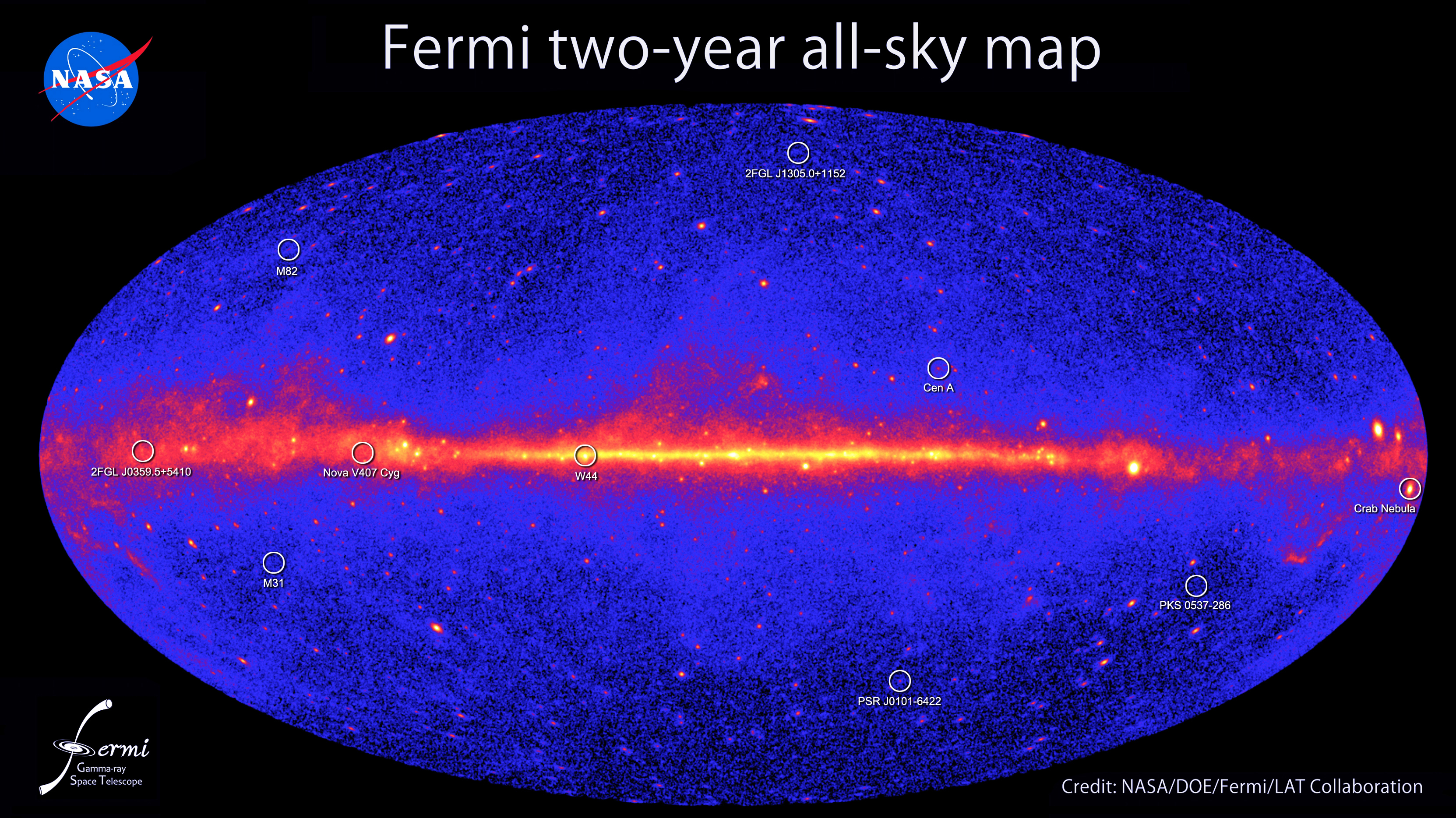
2 settembre 2011, Fermi, secondo catalogo di Gamma Ray Sources costruito in due anni. Un'immagine di tutto il cielo per energie superiori a 1 miliardo di elettronVolt (1 GeV). I colori più luminosi indicano sorgenti localizzate di raggi gamma

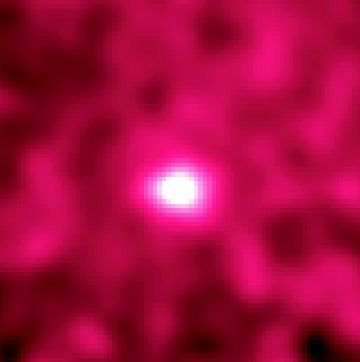
La Luna vista dal Energetic Gamma Ray Experiment Telescope (EGRET), nei raggi gamma di più di 20 MeV. Questi sono prodotti da bombardamenti di raggi cosmici sulla sua superficie.

L'astronomia a raggi gamma è una branca dell'astronomia dedicata allo studio delle emissioni gamma: la parte dello spettro della radiazione elettromagnetica con energia più elevata. Anche se non vi è un limite preciso, in genere i fotoni gamma sono quelli con un'energia superiori ai 100 keV. La radiazione inferiore ai 100 keV è classificata, almeno in astronomia, come raggi X ed è oggetto dell'astronomia a raggi X.
I raggi gamma nell'ordine dei MeV vengono generati anche dalla radiazione solare (e persino nell'atmosfera terrestre durante i temporali), ma i raggi gamma di energia superiore al Gev non sono generati nel sistema solare e sono importanti nello studio dell'astronomia extra solare e soprattutto di quella extra galattica.
I processi fisici che generano raggi gamma sono diversi e in alcuni casi coincidono con quelli che producono raggi X e, ad esempio, lo spettro di raggi gamma misurato da CANGAROO può essere paragonato allo spettro di raggi X a bassa energia. L'elenco dei fenomeni è lungo: l'annichilazione elettrone-positrone, l'Effetto Compton inverso e in alcuni casi anche il decadimento gamma nello spazio, che si riflettono su eventi estremi come supernove e ipernove, o il comportamento della materia in condizioni estreme, come nelle pulsar o le blazar (che emettono energia di grande intensità).
Le energie dei fotoni più alte misurate finora sono dell'ordine dei TeV, nel 2004 è stato addirittura misurato un fotone di 80 TeV proveniente dalla Pulsar del Granchio, cedendo fotoni con più di 80 TeV ed attualmente è il fotone di massima energia misurata.

## La misura dei raggi gamma di origine astronomica
Il numero dei fotoni gamma che arrivano nell'unità di superficie sulla terra diminuisce in maniera esponenziale con l'energia. Per cui mentre i raggi gamma di energia inferiori a qualche decina di GeV possono essere rilevati direttamente nell'alta atmosfera con palloni o mediante satelliti, i raggi gamma molto energetici, cioè con fotoni di energia superiore a 30 GeV, debbono essere rilevati da esperimenti sulla Terra. Infatti i flussi di fotoni estremamente bassi a tali energie elevate richiedono aree rilevanti del rilevatore che sono impraticabili per gli attuali strumenti nello spazio. Fortunatamente questi fotoni ad alta energia, interagendo con l'atmosfera terrestre, producono ampie cascate elettromagnetiche di particelle secondarie che si muovono più velocemente della velocità della luce nel mezzo, ma che possono essere osservate da terra sia direttamente da contatori di radiazioni, sia per via ottica attraverso la radiazione Cherenkov emessa da queste cascate di particelle ultra-relativistiche. Questa tecnica, denominata in inglese Imaging Atmospheric Cherenkov Technique (IACT), attualmente raggiunge la massima sensibilità possibile.
L'osservazione dei raggi gamma in astronomia è diventata possibile solo negli anni '60. La loro osservazione è molto più problematica di quella dei raggi X o della luce visibile perché i raggi gamma sono relativamente rari, infatti anche una sorgente intensa necessita di un tempo di osservazione molto lungo, anche parecchi minuti, prima di poterli rilevare. I raggi gamma si propagano in qualsiasi mezzo alla velocità della luce quindi non è possibile focalizzarli e anche se vi sono delle novità sperimentali la risoluzione spaziale è molto bassa. Per avere un'idea: la più recente generazione di telescopi a raggi gamma (2000) ha una risoluzione di circa 6 minuti d'arco per radiazione dell'ordine di grandezza dei Gev, quindi la Nebulosa del Granchio, che nel visibile appare come un oggetto esteso con molti dettagli, nei raggio gamma è un singolo "pixel". Persino ai raggi di bassa energia (1 KeV) la risoluzione angolare della nebulosa del Granchio come vista dal Chandra X-ray Observatory è di 0,5 secondi d'arco e di circa 1,5 minuti d'arco nel campo di raggi X ad alta energia (100 KeV) visto dall'High-Energy Focusing Telescope (2005).
La radiazione gamma nell'ordine dei TeV emanata dalla Nebulosa del Granchio è stata rilevata per la prima volta nel 1989 dal Fred Lawrence Whipple Observatory (FLWO), sul monte Hopkins, in Arizona (Stati Uniti). I moderni esperimenti effettuati mediante il telescopio Cherenkov come H.E.S.S., CANGAROO III, VERITAS e MAGIC possono rilevare la nebulosa del granchio in pochi minuti. I primi due esperimenti studiano il cielo meridionale, invece gli altri due osservano l'emisfero nord e, mentre MAGIC utilizza un singolo telescopio per fornire una soglia di energia bassa compresa fra i 10 e i 30 GeV, gli altri osservatori utilizzano telescopi multipli per misurare la luce Cherenkov di uno sciame elettromagnetico, fornendo così un ottimo rigetto di ladroni e un'ottima risoluzione energetica. I fotoni più energetici (fino a 16 TeV) osservati da un oggetto extragalattico sono originari del blazar Markarian 501 (Mrk 501).
Le osservazioni astronomiche in banda gamma sono tuttora limitate alle energie più basse dal flusso di raggi cosmici (prevalentemente non gamma) e alle alte energie dal numero di fotoni che possono essere rivelati (il flusso di fotoni decresce secondo una legge di potenza all'aumentare dell'energia). Rilevatori di superfici maggiori e una migliore riduzione della contaminazione da raggi cosmici di natura non gamma (prevalentemente protoni) sono essenziali per il progresso in questo campo.
Una scoperta nel 2012 potrebbe consentire la messa a fuoco dei telescopi a raggi gamma: a energie fotoniche superiori a 700 KeV l'indice di rifrazione comincia ad aumentare di nuovo.

## La storia

### Prima degli anni '80
Molto prima che gli esperimenti potessero rivelare i raggi gamma emessi da fonti cosmiche, gli scienziati sapevano che l'universo avrebbe dovuto produrli. Lavori di Eugene Feenberg e Henry Primakoff nel 1948, Sachio Hayakawa e I. B. Hutchinson nel 1952 e specialmente Philip Morrison nel 1958 lasciarono pensare agli scienziati che effettivamente un certo numero di processi fisici avrebbero potuto produrre emissioni di raggi gamma. Questi processi comprendevano interazioni dei raggi cosmici con il gas interstellare, esplosioni di supernove e interazioni di elettroni con campi magnetici. Tuttavia fino agli anni sessanta del secolo scorso non si riuscì ad osservare alcun tipo di emissione.
La maggior parte dei raggi gamma provenienti dallo spazio sono assorbiti dall'atmosfera terrestre, quindi l'astronomia a raggi gamma non poteva svilupparsi finché non fosse stato possibile portare sopra la maggior parte dell'atmosfera i rivelatori tradizionali usando palloni e veicoli spaziali. Il primo telescopio per l'osservazione dei raggi gamma fu mandato in orbita a bordo del satellite Explorer 11 nel 1961 ed osservò meno di 100 fotoni gamma. Questi apparivano provenire da tutte le direzioni, facendo ipotizzare la presenza di una sorta di "sottofondo uniforme di raggi gamma" che permeava lo spazio. Tale sottofondo potrebbe formarsi proprio dall'interazione dei raggi cosmici con il gas del mezzo interstellare.
Le prime vere sorgenti di raggi gamma astrofisiche sono stati i brillamenti solari, che hanno rivelato un'intensa riga di emissione di 2,223 MeV prevista da Morrison. Questa linea deriva dalla formazione di deuterio attraverso la fusione di un neutrone e di un protone; i neutroni compaiono come prodotti secondari delle interazioni ad alta energia di ioni accelerati dai vari processi che agiscono durante il brillamento. L'osservazione della prima riga di emissione nei raggi gamma fu fatta da due dei satelliti dell'OSO-3, OSO-7 e dalla Solar Maximum Mission, lanciato nel 1980. Le osservazioni solari ispirarono il lavoro teorico di Reuven Ramaty ed altri.
Le prime significative emissioni di raggi gamma provenienti dalla nostra galassia furono rilevate per la prima volta nel 1967 dal rilevatore a bordo del satellite OSO-3, che registrò 621 eventi attribuibili a raggi cosmici. Tuttavia, il campo dell'astronomia a raggi gamma ha fatto grandi salti in avanti con i satelliti SAS-2 (1972) e COS-B la cui missione durò dal 1975 al 1982. Questi due satelliti fornirono un'importante vista nell'universo delle alte energie (a volte chiamato "violento", perché il tipo di eventi che producono raggi gamma è costituito prevalentemente da esplosioni, collisioni ad alta velocità e processi simili). Entrambi confermarono l'esistenza del sottofondo di raggi gamma, producendo la prima mappa dettagliata del cielo alle lunghezze d'onda gamma e scoprirono un certo numero di sorgenti puntiformi. Tuttavia, la bassa risoluzione degli strumenti a bordo rese impossibile identificare la maggior parte di esse con singole stelle o sistemi stellari.
Una scoperta nell'astronomia a raggi gamma è arrivata alla fine degli anni '60 e agli inizi degli anni '70 da una costellazione di satelliti di difesa militare. I rivelatori a bordo della rete di satelliti Vela, progettati per individuare i lampi di raggi gamma dalle esplosioni di bombe nucleari, hanno cominciato a registrare scoppi di raggi gamma provenienti dallo spazio profondo piuttosto che dalla superficie della Terra. I rivelatori più recenti hanno determinato che questi fasci di raggi gamma sembrano durare da frazioni di secondo a pochi minuti: appaiono improvvisamente da direzioni impreviste, lampeggiano e poi svaniscono dopo aver brevemente dominato il cielo gamma. Sono state studiate con maggiore attenzione dalla metà degli anni '80 con strumenti a bordo di vari satelliti e sonde spaziali, tra cui la sonda spaziale sovietica Venera e il Pioneer Venus Orbiter anche se le fonti di questi lampi ad alta energia rimangono un mistero. Sembrano venire da lontano nell'Universo e attualmente la teoria più probabile sembra che almeno alcuni di loro provengano da cosiddette esplosioni di ipernove, ovvero le supernove che creano buchi neri piuttosto che stelle di neutroni.
I raggi gamma nucleari sono stati osservati dai brillamenti solari il 4 e 7 agosto 1972 e il 22 novembre 1977.
Un brillamento solare è un'esplosione nell'atmosfera solare ed è rilevata facilmente otticamente nel nostro sole. I brillamenti solari creano enormi quantità di radiazioni su tutto lo spettro elettromagnetico, dalle lunghezze d'onda più lunghe cioè dalle onde radio fino alle alte energie dei raggi gamma. La correlazione tra il flusso di elettroni di alta energia generati durante il brillamento e i raggi gamma è principalmente causata dall'origine comune dovuta alla interazione di protoni di alta energia con altri ioni più pesanti. Questi raggi gamma possono essere osservati e permettere agli scienziati di determinare i principali risultati dell'energia liberata, che non è fornita dalle emissioni di altre lunghezze d'onda..
Un evento importante proveniente da una Magnetar è stato rilevato nel 1979: lampi di raggi gamma ripetuti in maniera irregolare.

### Dagli anni '80 agli anni '90
La supernova SN 1987A nella Grande Nube di Magellano (LMC) è stata scoperta il 23 febbraio 1987 e il suo progenitore era un supergiante blu (Sk-69 202), con luminosità di 2-5 x 1031 W. Successivamente è stata la supernova più vicina ad essere stata osservata dopo quella del 1604. Nel giugno 1988, in una piccola località del Brasile (Birigui) è stato fatto un lancio di palloni che ha portato due rilevatori (di superficie totale 600 cm2) nella stratosfera a circa 35 km di quota per un tempo complessivo di osservazione di 6 ore. Durante tale missione sono state rilevate le righe gamma di 847 keV e 1238 keV provocate dal decadimento 56Co.
Durante il programma HEAO 1 cominciato nel 1977, la NASA annunciò l'intenzione di costruire un "grande osservatorio" per l'astronomia a raggi gamma. Il Compton Gamma Ray Observatory (CGRO) fu progettato per trarre vantaggio dei maggiori progressi tecnologici realizzati negli anni ottanta nel campo dei rivelatori e fu lanciato nel 1991. Il satellite portava a bordo quattro strumenti principali che hanno notevolmente migliorato la risoluzione sia spaziale che temporale delle osservazioni dei raggi gamma. Tra gli strumenti a bordo di CGRO ha avuto molto successo nella rivelazione di raggi gamma nell'ordine dei GeV EGRET, l'Energetic Gamma-Ray Experiment Telescope, che ha anche misurato lo spettro e la distribuzione spaziale della diffusione di emissioni galattiche a raggi gamma con sensibilità e risoluzione senza precedenti. Quindi CGRO fornì una gran quantità di dati che sono serviti per far progredire la nostra conoscenza dei processi ad alta energia presenti nell'Universo. Il satellite fu fatto rientrare nell'atmosfera terrestre e fatto precipitare nell'Oceano Pacifico il 4 giugno 2000 a causa di un malfunzionamento ad uno dei suoi giroscopi che ne mantenevano l'assetto. Tra successi del CGRO ci sono l'identificazione di 8 pulsars nei dati EGRET a causa dell'emissione pulsata e la rilevazione di circa 70 balzars con energie comprese tra i 100 MeV e i 10 GeV.
Il satellite italo-olandese Beppo-SAX fu lanciato nel 1996 e fatto rientrare nell'atmosfera nel 2003. Anche se fu progettato per studiare i raggi X, riuscì ad osservare anche i Gamma Ray Burst. Diversi modelli di Gamma Ray Burst prevedono radiazione in scala TeV dalla dispersione inversa di Compton o da altri processi con una fluenza paragonabile alla radiazione in scala MeV ben misurata. Tuttavia, identificando la prima controparte di un Gamma Ray Burst in un'altra lunghezza d'onda, Beppo-SAX aprì la strada per una precisa localizzazione e osservazione in banda ottica dei loro evanescenti resti in galassie lontane.
La High Energy Transient Explorer 2 (HETE-2) è stato lanciato il 9 ottobre 2000 (in una missione prevista di 2 anni) è stato operativo fino al marzo 2007.

### Recenti osservazioni
Swift, satellite della NASA, è stato lanciato nel 2004 ed equipaggiato con lo strumento BAT, che è specifico per le osservazioni di lampi di raggi gamma (Gamma ray burst). Swift Gamma Ray Burst Explorer, che ha portato anche altri due telescopi, è rimasto operativo fino al 2015. In seguito mediante Beppo-SAX e HETE-2, sono state osservate numerose controparti nella banda ottica e in banda X di tali Gamma Ray Burst. Queste osservazioni hanno permesso di determinare la distanza delle sorgenti e di studiare i resti di tali eventi esplosivi. Questi hanno dimostrato che la maggior parte delle esplosioni sono originate dalle esplosioni di stelle massicce (supernove e ipernove) in galassie lontane. Attualmente gli altri maggiori osservatori dei raggi gamma situati nello spazio sono il laboratorio INTErnational Astrophysics Gamma-Ray (INTEGRAL), il Gamma Ray Large Area Space Telescope (GLAST) e l'Astrorivelatore Gamma ad Immagini Leggero (AGILE):
- INTEGRAL (lanciato il 17 ottobre 2002) è una missione dell'ESA con ulteriori contributi della Repubblica ceca, della Polonia, degli Stati Uniti e della Russia.
- AGILE è una piccola missione italiana da parte della collaborazione ASI, INAF e INFN, iniziativa antecedente alla missione GLAST e utilizzata per fornire dati astronomici alle energie GeV. È stato lanciato con successo dal razzo indiano PSLV-C8 dalla base di Sriharikota ISRO il 23 aprile 2007.
- GLAST, successore pianificato di EGRET, rinominato Fermi dopo il lancio, è stato lanciato dalla NASA l'11 giugno 2008. Esso offre un fattore di otto aree più sensibili ai raggi γ rispetto a EGRET, che combinato con un campo di visione molto più ampio e una migliore energia e risoluzione spaziale forniscono un guadagno molto grande di sensibilità rispetto a EGRET. Infine Fermi include LAT, il telescopio ad ampia superficie, e GBM, il GLAST Burst Monitor, per studiare i gamma ray burst.

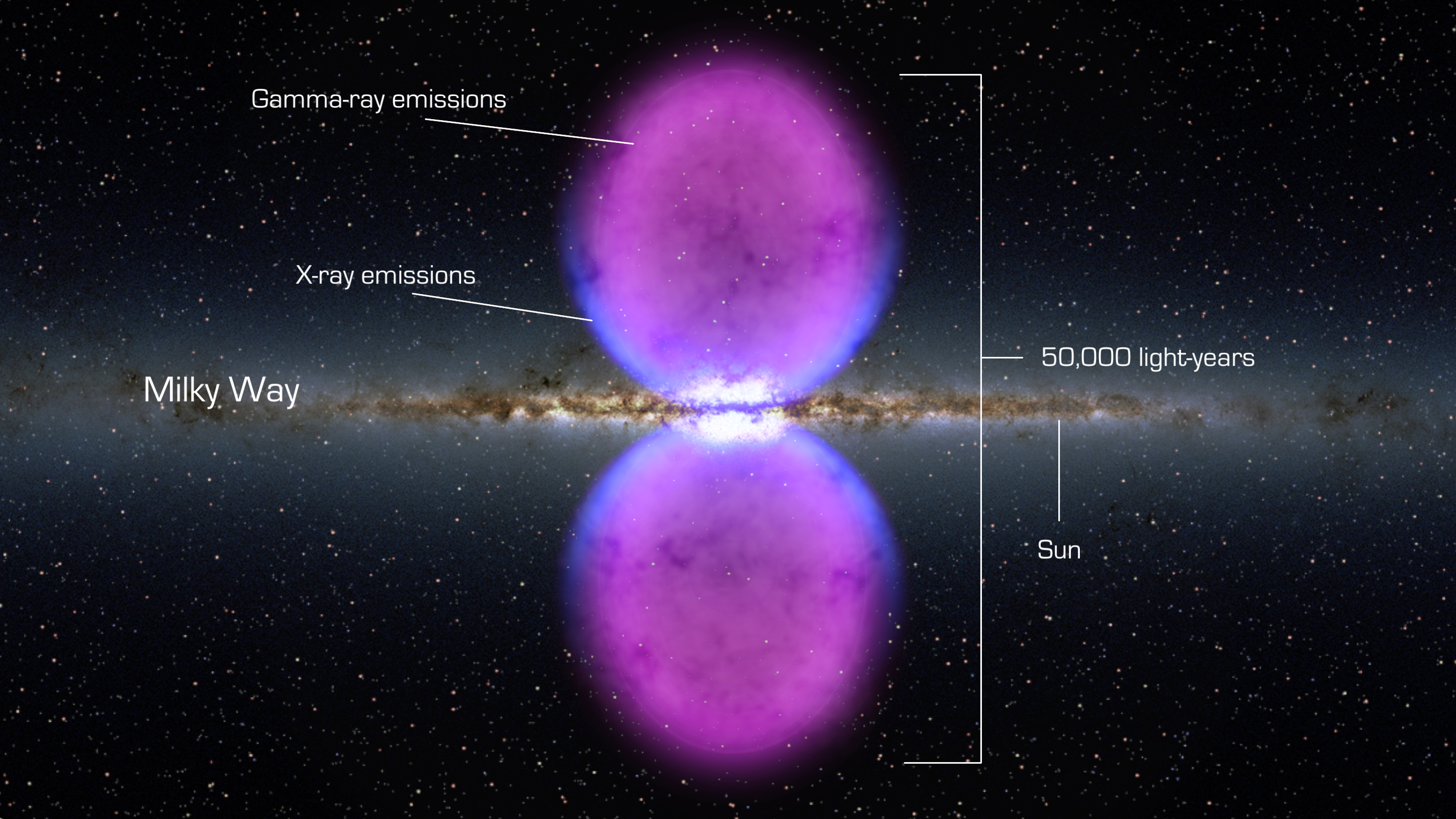
Due gigantesche bolle di raggi gamma nel cuore della Via Lattea.

Nel novembre 2010, utilizzando il Fermi Gamma-ray Space Telescope, sono state rilevate due gigantesche bolle a raggi gamma, che si estendono per circa 25.000 anni luce nel cuore della nostra galassia. Si sospetta che queste bolle di radiazioni ad alta energia provengano o da un enorme buco nero o dalle formazioni stellari avvenute milioni di anni fa. Queste bolle sono state scoperte dopo che gli scienziati hanno filtrato la "nebbia di raggi gamma di fondo che pervade il cielo". Questa scoperta ha confermato precedenti indizi che una grande "struttura" sconosciuta era al centro della Via Lattea.
Nel 2011 il team Fermi ha rilasciato il suo secondo catalogo di sorgenti a raggi gamma rilevati dal Large Area Telescope (LAT) del satellite, che ha prodotto un inventario di 1.873 oggetti che emettono raggi gamma. Il 57% delle fonti sono Blazars. Più della metà delle sorgenti sono galassie attive e i loro buchi neri centrali hanno generato le emissioni di raggi gamma rilevate dalla LAT. Un terzo delle sorgenti non ha prodotto radiazione a lunghezza d'onda diversa.
Gli osservatori terrestri dei raggi gamma comprendono HAWC, MAGIC, HESS e VERITAS. I principali problemi con i rilevatori a raggi gamma situati nello spazio, tuttavia, sono i vincoli tecnici, infatti gli osservatori terrestri sondano una gamma di energie superiori rispetto agli osservatori spaziali, poiché le loro aree efficaci possono essere molti ordini di grandezza più grandi di un satellite.